# Torneo de Luxemburgo 2012
El BGL BNP PARIBAS LUXEMBOURG OPEN 2012 es un torneo de tenis que pertenece a la WTA en la categoría de WTA International Tournaments. El evento se llevará a cabo en Luxemburgo, del 15 de octubre al 21 de octubre del 2012 sobre canchas duras.

## Cabeza de serie
| Tenista              | Ranking | Preclasificada |
| Roberta Vinci        | 15      | 1              |
| Julia Goerges        | 19      | 2              |
| Jelena Jankovic      | 22      | 3              |
| Sabine Lisicki       | 25      | 5              |
| Sorana Cirstea       | 26      | 6              |
| Tamira Paszek        | 27      | 7              |
| Carla Suárez Navarro | 35      | 8              |
| Mona Barthel         | 37      | 9              |

- Las cabezas de serie, están basados en el ranking WTA del 8 de octubre de 2012.

## Campeones

### Individual femenino
Venus Williams  venció a  Monica Niculescu 6-2 6-3

### Dobles femenino
Andrea Hlavackova  /  Lucie Hradecka  vs.  Irina-Camelia Begu  /  Monica Niculescu